# Lepicoleaceae
Lepicoleaceae, porodica jetrenjarki smještena u podred Lophocoleineae, dio reda Jungermanniales. Postoji nekoliko rodova
Porodica je opisana 1963. a rod i vrsta 1964.

## Rodovi
1. Leperoma Mitt.
2. Lepicolea Dumort.
3. Vetaforma Fulford & J. Taylor